# Lady Hamilton (film 1941)
Lady Hamilton (That Hamilton Woman) è un film del 1941, diretto da Alexander Korda e interpretato da Laurence Olivier e Vivien Leigh. È noto anche col titolo Il grande ammiraglio. Il film fu prodotto dalla Alexander Korda Films e dalla London Film Productions e distribuito dall'United Artists nelle sale cinematografiche USA il 30 aprile 1941 dopo essere stato presentato in prima a New York il 3 aprile. A Londra, il film fu proiettato in prima il 2 agosto 1941. Vinse l'Oscar al miglior sonoro.

## Trama
Una donna non più giovane e male in arnese viene arrestata per aver rubato una bottiglia di vino. Alle compagne di cella ella rivela di essere nientedimeno che la famosa Emma Hamilton, che qualche decennio prima fu al centro delle cronache e dei pettegolezzi di tutta Europa per la sua scandalosa relazione con l'ammiraglio inglese Horatio Nelson. In un lungo flashback ella racconta la sua drammatica e romantica storia.
Figlia di un umile fabbro, grazie alla sua grande bellezza, la giovane Emma ha una relazione con Sir Charles Greville, ma questi la cede a suo zio sir William Hamilton, ambasciatore d'Inghilterra presso il Regno di Napoli, in cambio del denaro necessario per saldare i suoi numerosi debiti e per convolare a nozze con un'ereditiera. Sir William, grande intenditore d'arte, rimane incantato dalla bellezza di Emma e la sposa, facendole acquisire il titolo di lady Hamilton. In breve tempo, la giovane lady conquista l'ammirazione e l'affetto dei sovrani di Napoli, grazie al suo temperamento vivace che ne ha fatto la protagonista e l'animatrice delle feste di corte.

Vivien Leigh e Laurence Olivier in una scena del film

Nel 1793 una nave militare inglese giunge a Napoli. Il capitano della nave, Horatio Nelson, chiede a sir William di intercedere presso il re di Napoli, affinché questi acconsenta all'invio di soldati per bloccare la flotta di Napoleone Bonaparte a Tolone. Sir William è intenzionato a seguire le vie ufficiali, troppo lente, ma Emma si rivolge alla regina ed ottiene la concessione di 10.000 soldati. Per celebrare questo successo, Emma propone di organizzare una festa sulla nave, durante la quale ella si esibirà in una danza, come è solita fare in queste occasioni. Ma Nelson è costretto a negarle il permesso, poiché la nave deve ripartire subito.
Nel 1798 Nelson torna a Napoli, dopo aver conseguito numerose vittorie contro la Francia, ma il re non concede alla flotta inglese l'autorizzazione a entrare in porto per il rifornimento di acqua e cibo, necessari a riprendere le operazioni militari. Anche stavolta è Emma a intercedere in favore del capitano e a fargli ottenere il permesso richiesto. Salita a bordo, ella rimane sconvolta nel vedere che Nelson ha perduto un occhio e un braccio in battaglia, e che appare esausto. Tra i due ormai sta nascendo l'amore.
Dopo avere sconfitto Napoleone in Egitto, Nelson torna a Napoli e viene accolto con un grande ricevimento a Palazzo Reale; durante la festa, viene colto da malore ed è trasportato all'ambasciata inglese, dove Emma si prende cura di lui. Durante la convalescenza, Nelson si lascia vedere in pubblico con Emma. Il figliastro di Nelson, che è imbarcato nella sua flotta e si trova anch'egli a Napoli, scrive alla madre in Inghilterra, informandola della relazione adulterina del suo patrigno. Sir William, a sua volta, accusa Emma di infedeltà, ma ella respinge l'accusa, sostenendo di non essere mai stata una moglie per lui, ma solo uno dei tanti oggetti d'arte della sua collezione.
Nelson ottiene il titolo di ammiraglio e parte per Malta ma, contravvenendo agli ordini ricevuti, torna indietro quando viene a sapere che a Napoli è scoppiata una rivoluzione che potrebbe mettere in pericolo la famiglia reale e coloro che vivono all'ambasciata inglese, tra cui la sua amata Emma. Sedata la sommossa, Nelson resta a Napoli con lei, ma l'Ammiragliato, per por fine allo scandalo, pretende che Emma raggiunga l'Egitto e Nelson torni a Londra da solo. Ma l'ammiraglio fa rientro in patria accompagnato da sir William e da Emma, accolto da grandi festeggiamenti popolari.
La moglie di Nelson cerca di riaffermare i propri diritti sul marito, ma quando questi, nominato lord, pronuncia il suo primo discorso in Parlamento, anche Emma va ad assistervi. Poco dopo ella sviene, essendo incinta, e in seguito dà alla luce una bambina cui sarà dato il nome Horatia.
Nelson viene mandato a combattere in Danimarca e, durante la sua assenza, sir William Hamilton muore, lasciando i suoi averi in eredità al nipote Charles Greville. Emma rimane quindi senza un soldo. Nelson sconfigge i francesi in Danimarca e, al suo ritorno, insiste sull'inaffidabilità di Napoleone, anche se questi ha firmato un trattato di pace. Poiché rimane inascoltato, Nelson si ritira in campagna con Emma.
Dopo qualche tempo il capitano Hardy si reca da Emma per chiederle di convincere Nelson a tornare a combattere, poiché Napoleone minaccia di invadere l'Inghilterra. Emma convince Nelson a partire, e la flotta inglese sconfigge quella francese a Trafalgar. Durante la battaglia, l'ammiraglio viene però ferito e muore, lasciando Emma povera e dimenticata da tutti.

## Accoglienza

### Critica
(Mario Gromo, La Stampa, 7 novembre 1946)